# Градишче при Материји
Градишче при Материји (словен. Gradišče pri Materiji, итал. Gradischie di Castelnuovo) је насељено место у општини Хрпеље-Козина, Обално-Крашка регија, Словенија.

## Историја
До територијалне реорганизације у Словенији било је у саставу старе општине Сежана.

## Становништво
У попису становништва из 2011. године, Градишче при Материји је имало 144 становника.
| Становништво према пописима | Становништво према пописима | Становништво према пописима |
| --------------------------- | --------------------------- | --------------------------- |
| 1991                        | 2002                        | 2011                        |
| 153                         | 164                         | 144                         |

Напомена: До 1953. исказивано под именом Градишче.